# Dicker Turm (Hermannstadt)

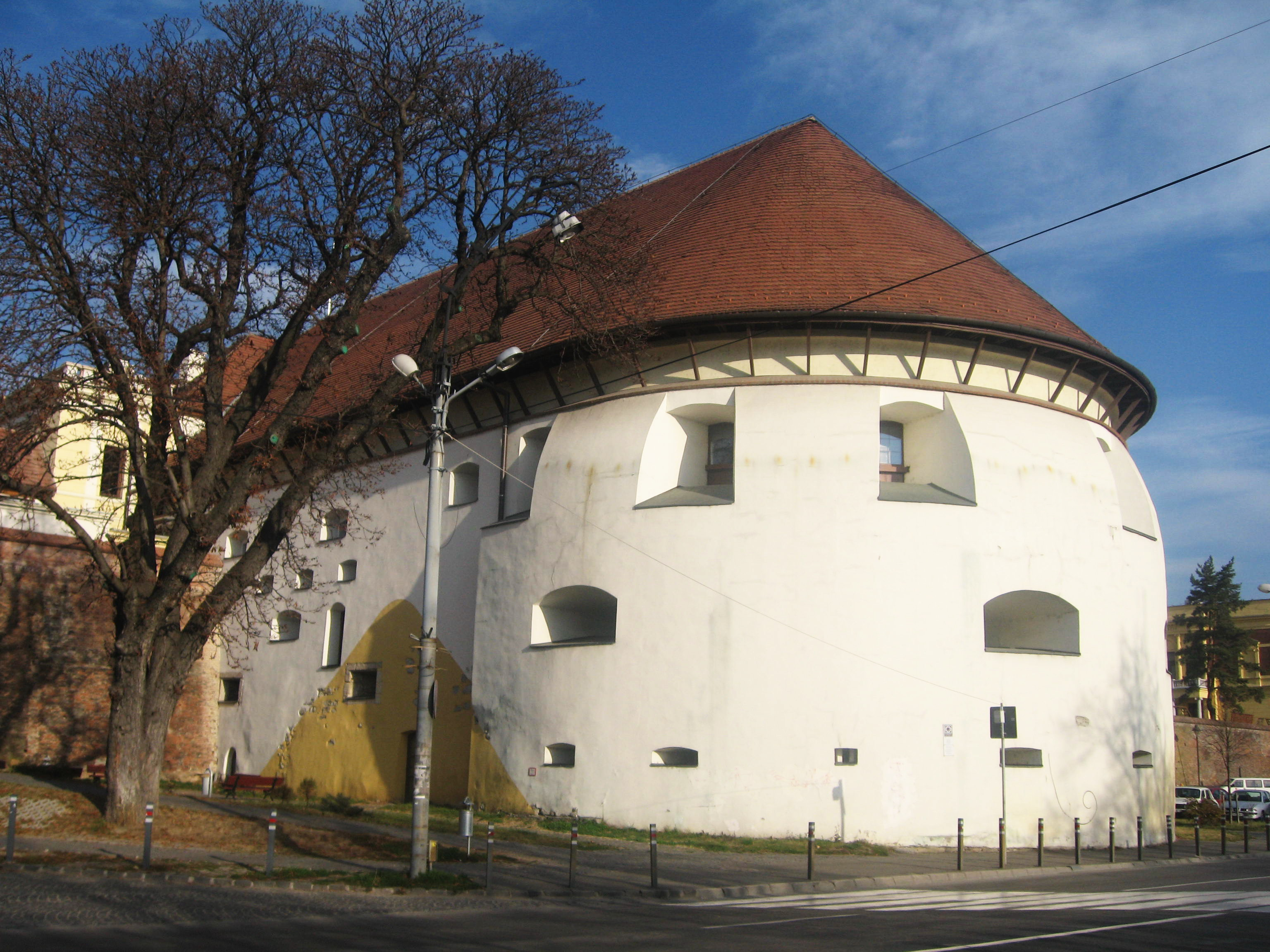
Dicker Turm in Hermannstadt

Der Dicke Turm (rumänisch: Turnul gros) in Hermannstadt (Sibiu) ist Teil der alten Festungsanlage der Stadt und wurde im 16. Jahrhundert erbaut. Er und seine Anbauten dienen, mit einigen Unterbrechungen, seit 1788 als Theater.

## Lage

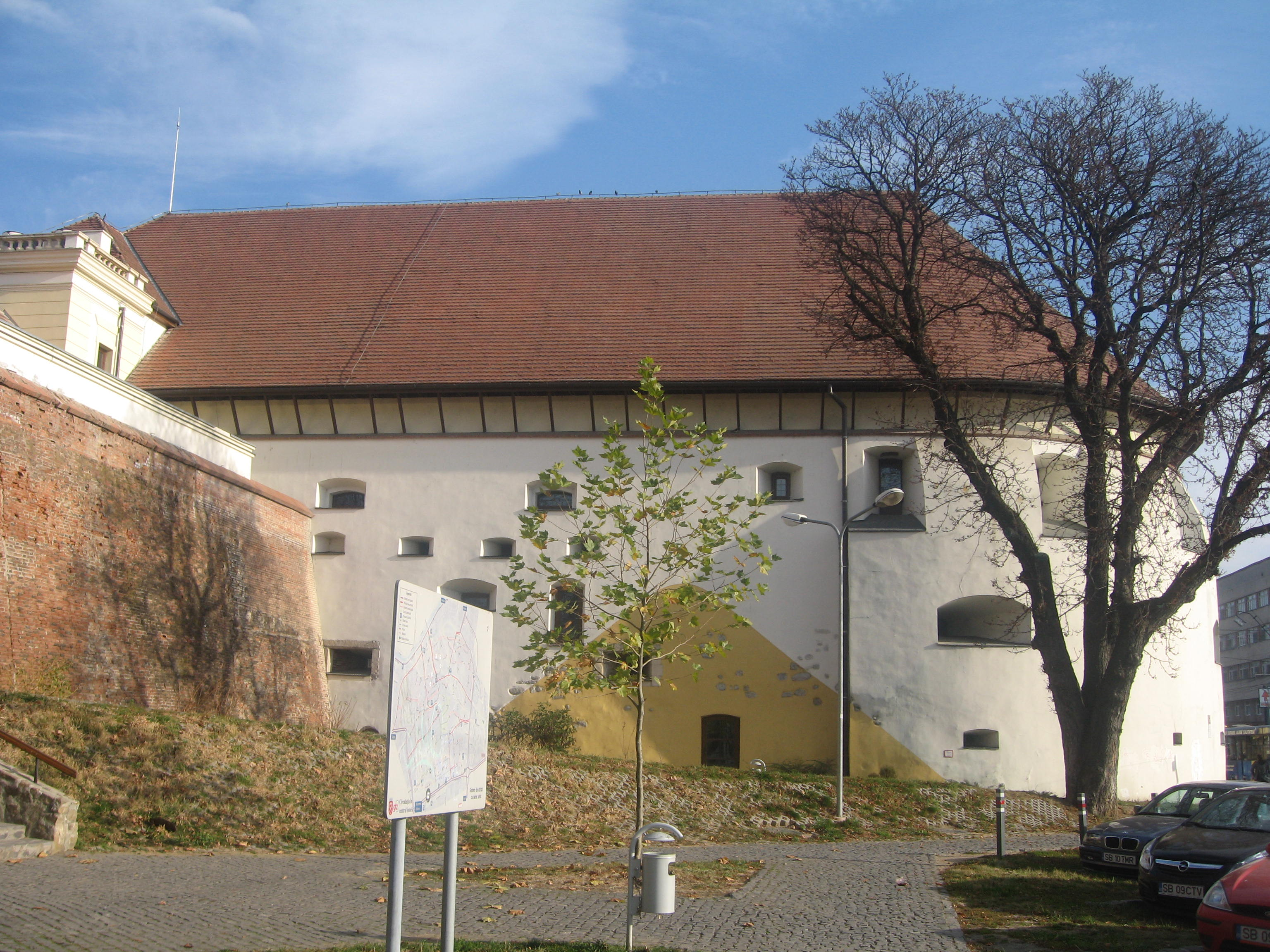
Dicker Turm, Seitansicht

Der Turm wurde als Teil der Bastion im Südosten der Stadtmauer errichtet. Der Standort ist heute zwischen der Harteneckgasse (rumänisch: Strada Cetăţii) und der Promenade (rumänisch: Bulevardul Coposu), mit Zugang von beiden Straßen.

## Architektur

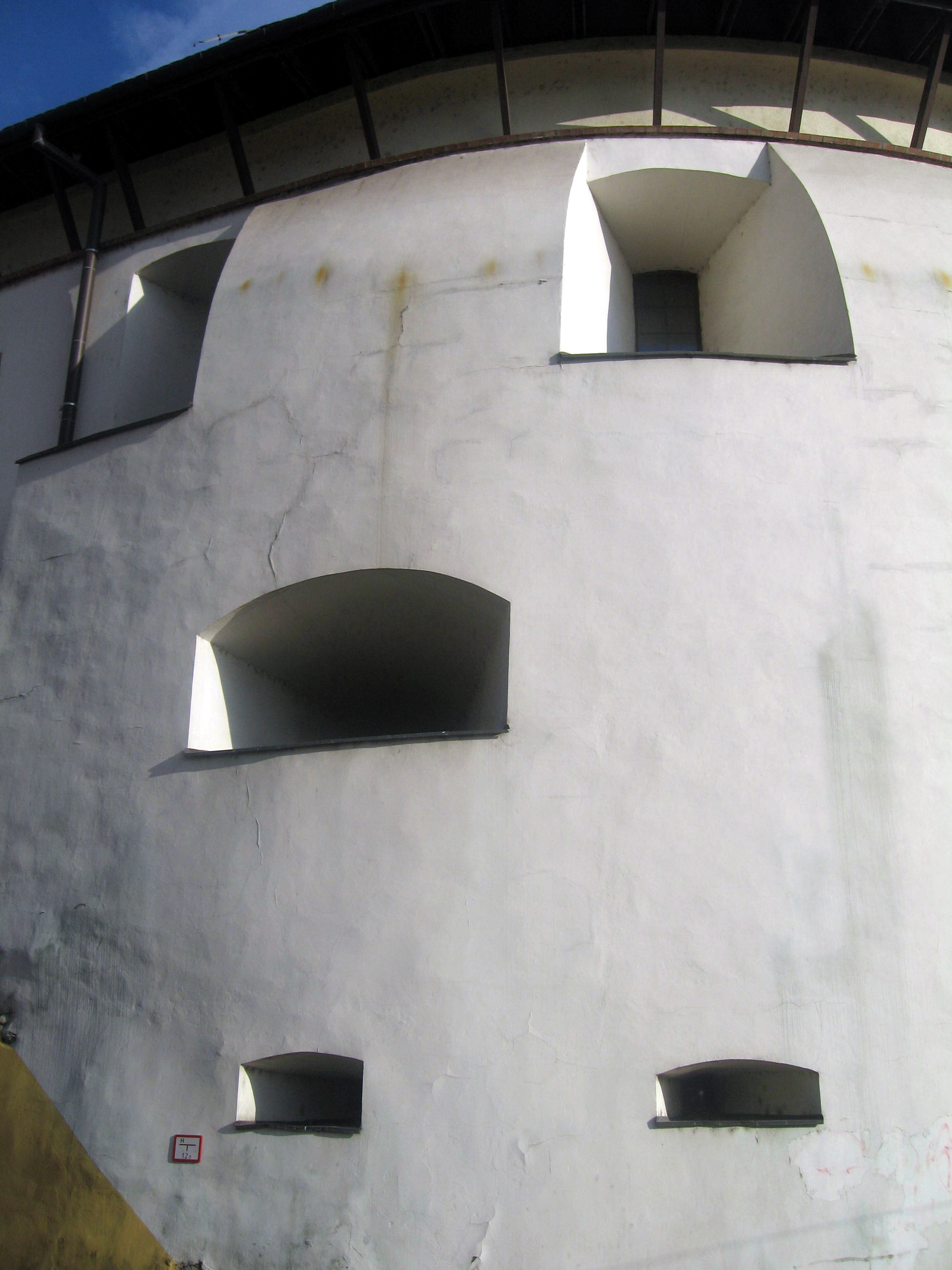
Dicker Turm, Detailansicht

Das Konstrukt ist auf u-förmigem Grundriss gebaut. Es ist ein halbkreisförmiger wuchtiger Ziegelbau mit Unterbau aus Steinmauerwerk mit mehreren Verteidigungsebenen und einer Plattform auf der Kanonen aufgestellt werden konnten. Der Bauch des Turmes liegt zirka 25 m vor der Verteidigungsmauer wie eine Bastei. Das Konzept war das eines Rondells, welches mit Feuerwaffen verteidigt werden sollte.

## Geschichte

### Im 16. Jahrhundert

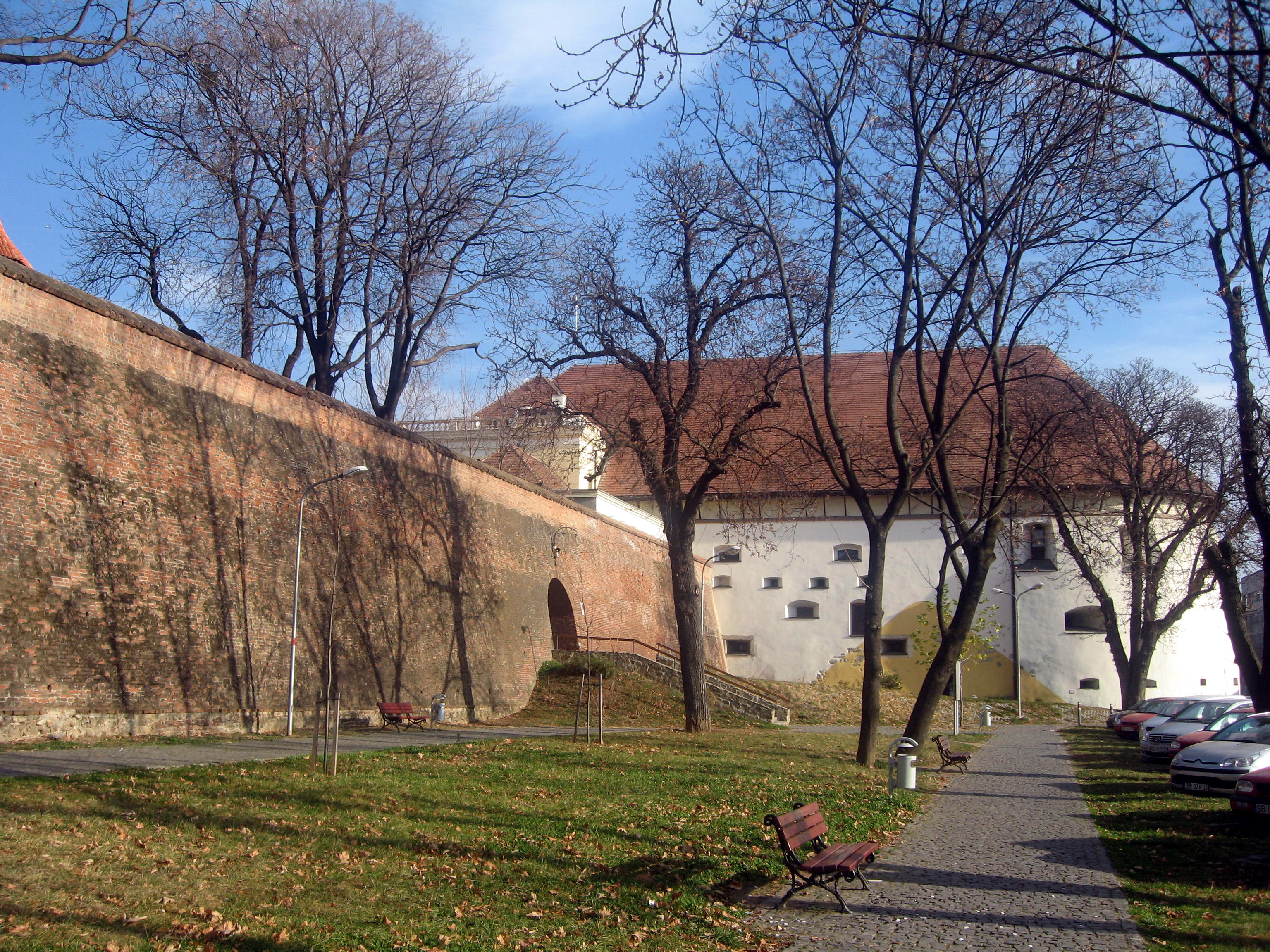
Dicker Turm als Teil der Festungsanlage in Sibiu

Der Turm war Teil der fünften Verteidigungsmauer der mittelalterlichen Burg, die zwischen 1540 und 1552 unter Leitung des Bürgermeisters Petrus Haller errichtet wurde. Er wurde also einst als Infanterieturm benutzt und war ein wichtiger Teil der Bastion. Das Bauwerk stiftete Anno 1540 Königsrichter Markus Pempflinger.

### Im 18. Jahrhundert
In der Stadt herrschte im 18. Jahrhundert das Verlangen nach einem eigenen Stadttheater. Diese Idee wurde maßgeblich vom Grafen Bánfy, einem Freimaurer, inspiriert und finanziell unterstützt, doch scheiterte das erste Vorhaben. Erst Martin Hochmeister dem Jüngeren (1767–1837) gelang dies, indem er den Dicken Turm zu einem selbstfinanzierten Schauspielhaus umbaute, das am 1. Juni 1788 eröffnet wurde. Seit dieser Zeit wird das „Theater im Dicken Turm“ bespielt. Der erste Plan stammte von Wiener Plänen, jedoch musste Hochmeister auch die Zustände vor Ort in Betracht ziehen. Somit ließ er die Mauer des dritten Verteidigungsringes davor abreißen und öffnete somit die Straße mehr dem Verkehr und pflasterte die Straße vom Theater bis zum Großen Ring (heute: Piaţa Mare) und gründete auch einen überdachten Korridor, welcher den Hof mit dem Theatereingang verband. Im Jahr 1788 beendete man den Bau der Balkone, auf zwei Etagen gebaut, insgesamt wurden 23, bzw. 20 de Logen – gegenüber der Bühne die des Gouverneurs – eingerichtet. Eine Loge konnte für zwei bis drei Dukaten im Monat gemietet werden. Im Jahr 1791 stellte er einen Durchgang zwischen den Promenaden her, welcher den Namen „Theatertreppe“ erhielt, der 1818 allerdings wieder geschlossen wurde. Christoph Ludwig Seipp war der erste Intendant dieses Etablissements (1789–1791). Ermöglicht hatte das Graf Bánfy, der seinen Logenbruder zum Verlassen seiner Wirkungsstätte in Preßburg überredet hatte. Im Theater wurden neben Dramen auch Opern und Operetten aufgeführt.

### Im 19. Jahrhundert
Am 6. August 1826 inszenierte ein slowakischer Regisseur ein Bühnenfeuerwerk, welches zum kompletten Abbrand des Theaters und somit auch zu seinem Ruin führte. Der Sohn des Gründers Martin Hochmeister Junior, gab 17 000 Gulden für die komplette Restaurierung aus, die nach dem Modell des Leopoldstädter Theaters in Wien durchgeführt wurde, so dass am 1. März 1827 ein neues Stück aufgeführt werden konnte. Im Jahr 1849 wurden die Vorführungen gestoppt, da General Józef Bem während der ungarischen Revolte das Theater beschlagnahmt hatte, doch schon ein Jahr später wurde die Tätigkeit erneut fortgeführt und 1865 kaufte der Magistrat das Theater von den Nachfolgern von Hochmeister für 35 000 Gulden. Ab diesem Zeitpunkt wurde hier ständig gespielt.
Im Sommer 1868 gastierte die Truppe Mihai Pascalys in der Stadt, anlässlich einer „künstlerischen und nationalen Propagandareise durch Siebenbürgen“. Ihr Souffleur war Mihai Eminescu. Es war das erste Mal, dass auf dieser Bühne in rumänischer Sprache gespielt wurde. Die Truppe zahlte keine Miete für den Saal, unter der Bedingung, einige Vorstellungen kostenlos für die Armen der Stadt anbieten zu dürfen. Die zeitgenössische Presse vermerkte, dass alle Vorstellungen ausverkauft waren, und dass bei einigen Aufführungen sogar die Stadtobrigkeit anwesend gewesen sei. Viele Zuschauer kamen in Volkstracht aus den rumänischen Dörfern der Umgebung.
Ab dem Jahr 1876 erhielt das Theatergebäude eine neue Fassade, die ihm eine monumentale Note verlieh. Auch der Innenraum wurde renoviert und in Weiß, Rot und Goldfarbe dekoriert. Die Neueröffnung fand dann am 1. September 1887 mit Goethes Faust statt.

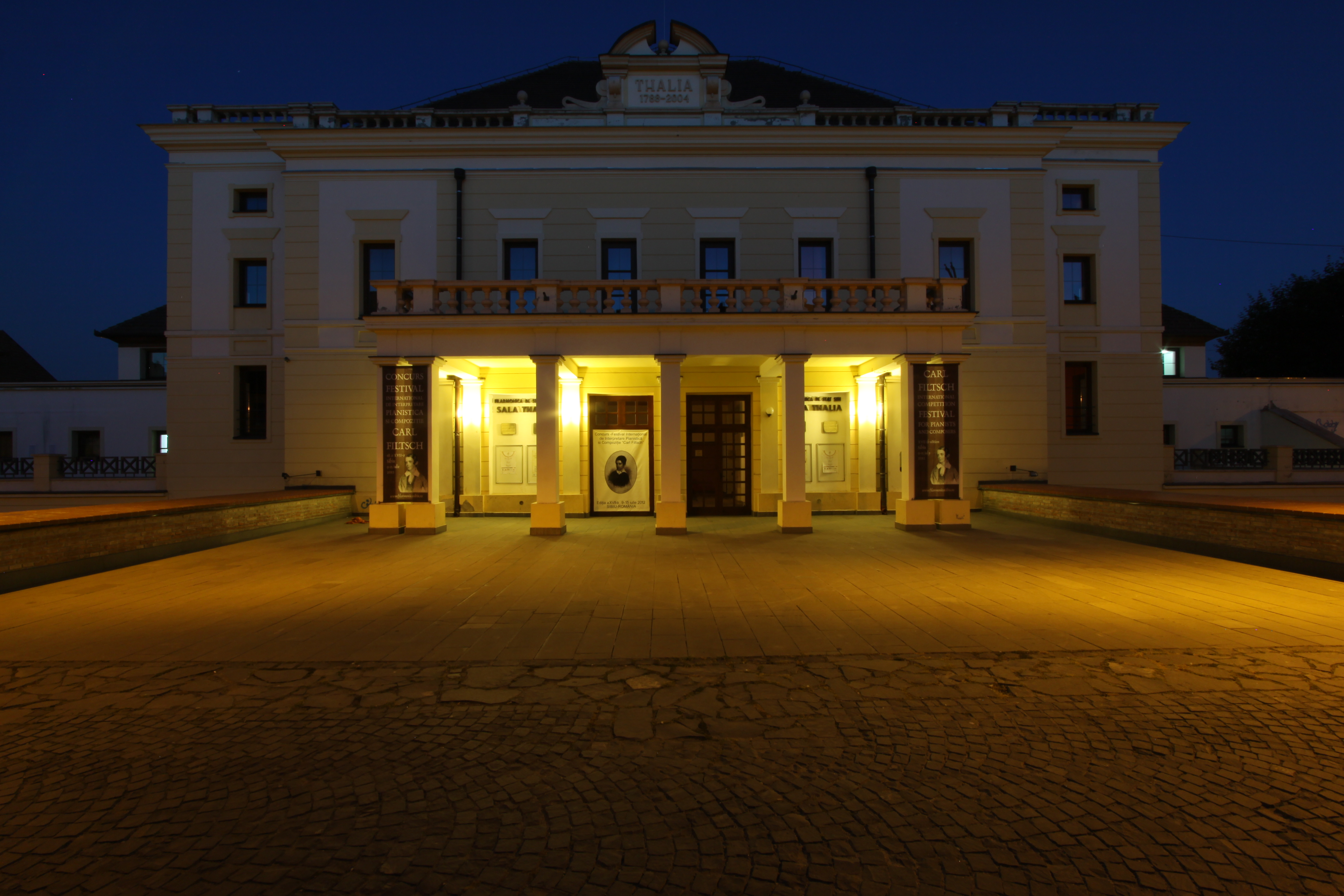
Eingang des Thalia-Saals am Dicken Turm

### Im 20. Jahrhundert bis heute
Der Name „Thalia“, der heute unter den Hermannstädtern bekannt ist, stammt aus kommunistischer Zeit, als hier nach einem Brand am 13. Februar 1949 und der anschließenden Wiederinstandsetzung der Gewerkschaftsclub der Fabrik „Independenţa“ sein Zuhause hatte. Auch während der Rumänischen Revolution 1989 wurde das Bauwerk beschädigt.
Nach 1990 beschloss der Kreisrat den Gebäudekomplex wieder herzurichten. Die Arbeiten, welche 1994 begonnen hatten, wurden zehn Jahre später beendet. Der Turm wurde im Jahr 2006 renoviert und in das neue Theater integriert. Heutzutage führt in diesem Gebäude die Philharmonie der Stadt Konzerte auf und nutzt dafür den Thalia-Saal (mit bis zu 500 Sitzplätzen).